# Guyra Shire Council
Guyra Shire Council is een Local Government Area (LGA) in de Australische deelstaat New South Wales. Guyra Shire Council telt 4.460 inwoners. De hoofdplaats is Guyra.